# Libby Davies

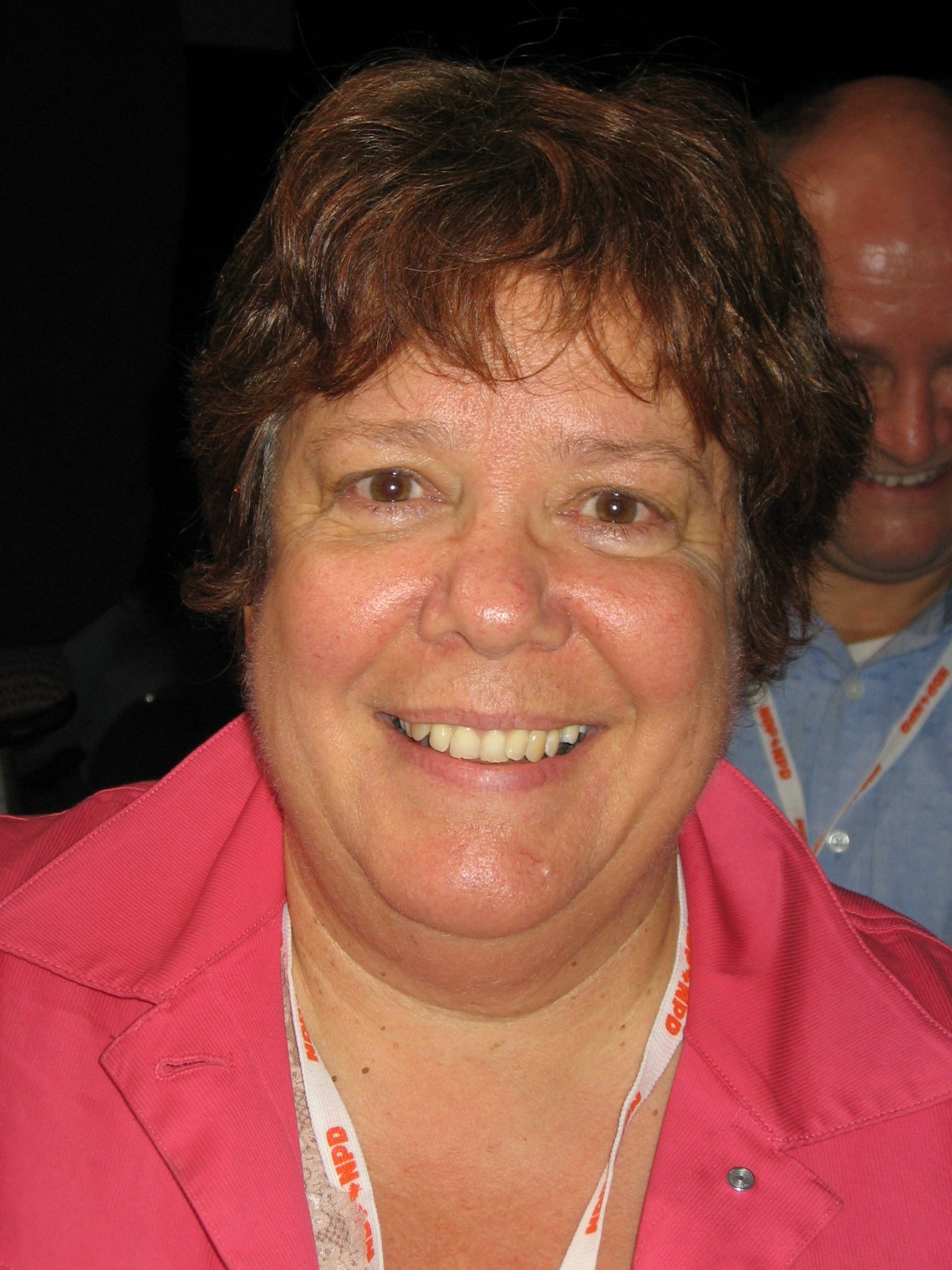
Libby Davies

Libby Davies (* 27. Februar 1953 in Aldershot, England) ist eine kanadische Politikerin der Neuen Demokratischen Partei.

## Leben
Von 1982 bis 1997 war Davies im Stadtrat von Vancouver vertreten. Davies war von 1997 bis 2015 Abgeordnete im Parlament von Kanada. 2007 wurde sie stellvertretende Parteivorsitzende der Neuen Demokratischen Partei. Davies wohnt mit ihrer Lebensgefährtin Kimberly Elliott in  Vancouver, British Columbia. In erster Ehe war sie mit Bruce Eriksen verheiratet, der 1997 verstarb.